# Dønna
Dønna – norweskie miasto i gmina leżąca w regionie Nordland.
Dønna jest 333. norweską gminą pod względem powierzchni.

## Demografia
Według danych z roku 2005 gminę zamieszkuje 1528 osób. Gęstość zaludnienia wynosi 7,92 os./km². Pod względem zaludnienia Dønna zajmuje 365. miejsce wśród norweskich gmin.
| ludność stan na 1 stycznia 2005 |         |           |       |
|                                 | kobiety | mężczyźni | razem |
| osób                            | 786     | 742       | 1528  |
| %                               | 51,44%  | 48,56%    | 100%  |

| wykształcenie stan na 1 października 2004 |        |         |        |        |
|                                           | podst. | średnie | wyższe | niezn. |
| osób                                      | 386    | 618     | 175    | 32     |
| %                                         | 31,87% | 51,03%  | 14,45% | 2,64%  |

## Edukacja
Według danych z 1 października 2004:
- liczba szkół podstawowych (norw. grunnskolar): 5
- liczba uczniów szkół podst.: 209

## Władze gminy
Według danych na rok 2011 administratorem gminy (norw. rådmann) jest Tore Westin, natomiast burmistrzem (norw. ordfører, d. borgermester) jest Ingunn Jofrid Laumann.